# Toupha

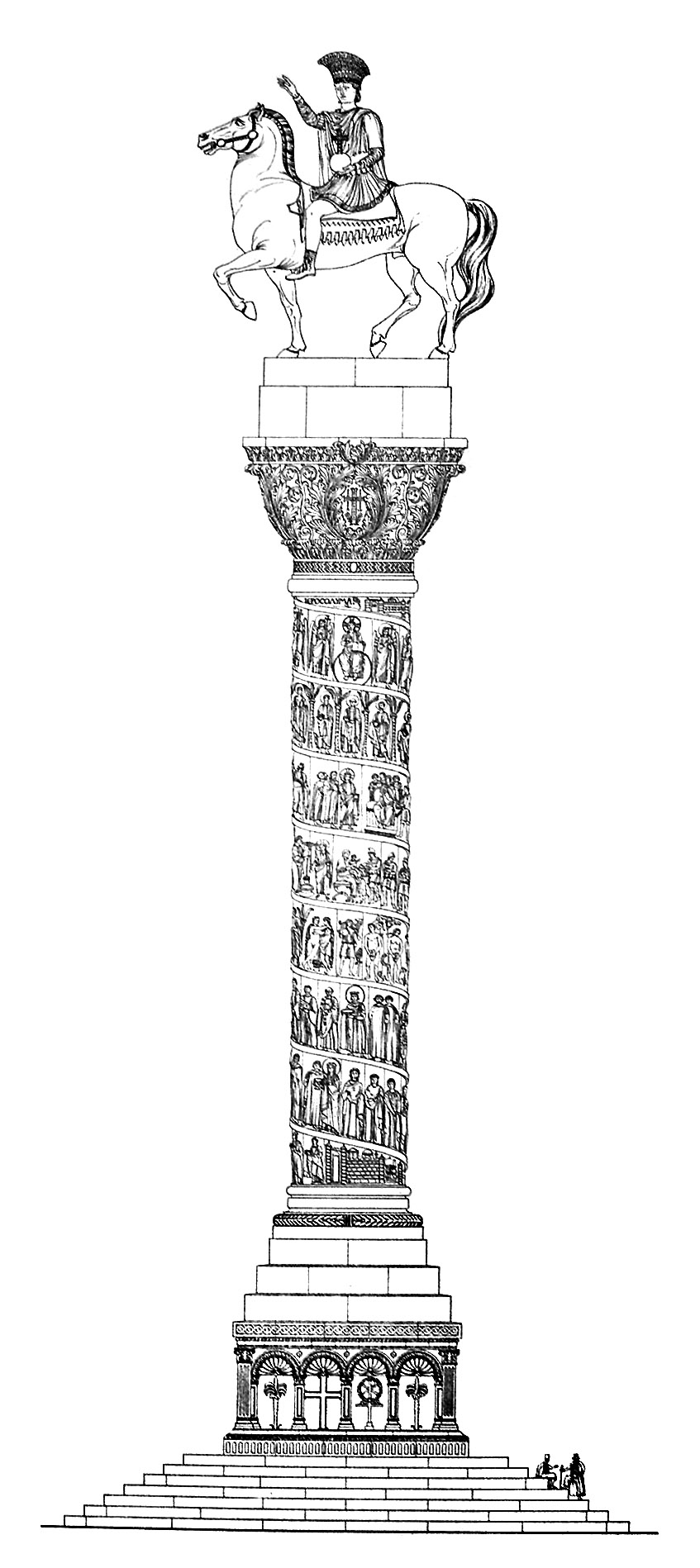
Statue équestre de Justinien portant la toupha, sur l'Augustaion

La toupha (en grec τοῦφα / toúpha ou τουφίον / touphíon) est un plumeau de crins ou de poils d'animaux exotiques utilisé pour décorer les casques des cavaliers et les couronnes impériales.
L'une des plus célèbres toupha est celle qui surmontait la couronne ou le casque de la statue équestre de Justinien sur la colonne dressée par cet empereur à l'Augustaion à Constantinople. Elle est connue par un dessin réalisé au XVe siècle. De taille particulièrement imposante, elle était tombée de la statue au IXe siècle, et fut alors remplacée par un couvreur qui dut recourir à d'audacieuses acrobaties : il tendit une corde entre le toit de Sainte-Sophie et le sommet de la colonne au moyen d'une flèche, et put ainsi atteindre la statue en marchant sur la corde. L'empereur Théophile le récompensa de 100 nomismata d'or pour cet exploit.